# Säven, Dalarna
Säven är en sjö i Smedjebackens kommun i Dalarna och ingår i Norrströms huvudavrinningsområde. Sjön har en area på 0,459 kvadratkilometer och ligger 110,4 meter över havet. Sjön avvattnas av vattendraget Larsboån.

## Delavrinningsområde
Säven ingår i det delavrinningsområde (666664-148598) som SMHI kallar för Mynnar i Norra Barken. Medelhöjden är 140 meter över havet och ytan är 26,41 kvadratkilometer. Räknas de 4 avrinningsområdena uppströms in blir den ackumulerade arean 116,25 kvadratkilometer. Larsboån som avvattnar avrinningsområdet har biflödesordning 4, vilket innebär att vattnet flödar genom totalt 4 vattendrag innan det når havet efter 234 kilometer. Avrinningsområdet består mestadels av skog (66 procent). Avrinningsområdet har 2,64 kvadratkilometer vattenytor vilket ger det en sjöprocent på 10 procent.